# Рюшегг
Рюшегг (нем. Rüschegg) — коммуна в Швейцарии, в кантоне Берн. 
Входит в состав округа Шварценбург. Население составляет 1727 человек (на 31 декабря 2007 года). Официальный код — 0853.
В 2024 году Рюшегг "стал жертвой" глобального потепления: из-за растаявших снегов он перестал быть известной точкой горнолыжного курорта.